# Toni Montoliu
Toni Montoliu (Meliana, 1952) és un cuiner i agricultor valencià, propiertari del restaurant La Barraca de Toni Montoliu.
Llaurador des dels 16, treballava en una empresa que tanca el 1991. Arran que un dia li demanen una paella per a vint persones per a una celebració d'una persona acabdalada, el 1995 va obrir el seu restaurant. D'ençà, ha sigut considerat com un dels millors especialistes en cuinar paelles.
El seu restaurant es troba a l'Horta de Meliana, cuina amb ingredients del seu propi hort, i té una barraca a dins del terreny del restaurant.